# Valtorps socken
Valtorps socken i Västergötland ingick i Gudhems härad, ingår sedan 1974 i Falköpings kommun och motsvarar från 2016 Valtorps distrikt.
Socknens areal är 11,57 kvadratkilometer varav 11,45 land. År 2000 fanns här 233 invånare. Kyrkbyn Valtorp med sockenkyrkan Valtorps kyrka ligger i socknen.

## Administrativ historik
Socknen har medeltida ursprung. 
Vid kommunreformen 1862 övergick socknens ansvar för de kyrkliga frågorna till Valtorps församling och för de borgerliga frågorna bildades Valtorps landskommun. Landskommunen uppgick 1952 i Stenstorps landskommun som 1974 uppgick i Falköpings kommun. Församlingen uppgick 2006 i Hornborga församling.
Den 1 januari 2016 inrättades distriktet Valtorp, med samma omfattning som församlingen hade 1999/2000.  
Socknen har tillhört län, fögderier, tingslag och domsagor enligt vad som beskrivs i artikeln Gudhems härad. De indelta soldaterna tillhörde Skaraborgs regemente Livkompaniet och Västgöta regemente, Gudhems kompani.

## Geografi
Valtorps socken ligger nordost om Falköping kring åarna Slafsan och Pösan. Socknen är en småkuperad odlingsbygd på Falbygden.
I sockens södra del ligger Vrangelsholm gård.

## Fornlämningar
Fem gånggrifter och en hällkista från stenåldern är funna. Från järnåldern finns gravar, domarringar och stensättningar.

## Namnet
Namnet skrevs 1431 Walathorp och kommer från kyrkbyn. Efterleden är torp, 'nybygge'. Förleden innehåller sannolikt mansnamnet Vali.